# Њу Бостон (Илиноис)
Њу Бостон (енгл. New Boston) град је у америчкој савезној држави Илиноис. По попису становништва из 2010. у њему је живело 683 становника.

## Демографија
Према попису становништва из 2010. у граду је живело 683 становника, што је 51 (8,1%) становника више него 2000. године.
| Група             | 2000.       | 2010.       |
| Белци             | 628 (99,4%) | 668 (97,8%) |
| Афроамериканци    | 1 (0,2%)    | 1 (0,1%)    |
| Азијати           | 0 (0,0%)    | 0 (0,0%)    |
| Хиспаноамериканци | 2 (0,3%)    | 12 (1,8%)   |
| Укупно            | 632         | 683         |